# Danmarks ambassade i Dakar
Danmarks ambassade i Dakar er Danmarks kommende officielle diplomatiske repræsentation i Senegal.
Ambassaden blev annonceret den 26. august 2024 af udenrigsminister Lars Løkke Rasmussen som en del af Danmarks nye strategi for engagement i afrikanske lande. Ambassaden forventes at åbne i løbet af 2025.
Ambassadens primære opgaver vil omfatte at fremme politisk dialog, støtte danske virksomheder på det senegalesiske marked og yde konsulær bistand til danske borgere i Senegal. Derudover vil ambassaden arbejde for at styrke samarbejdet inden for områder som handel, kultur og uddannelse samt understøtte bæredygtig udvikling og økonomisk vækst i Senegal.

## Historie
Danmark og Senegal etablerede diplomatiske forbindelser i 1966. Siden da har de to lande samarbejdet inden for forskellige områder, herunder udvikling, handel og kultur. Indtil åbningen af den danske ambassade i Dakar i 2025 har ambassaden i Rabat dækket Senegal.